# Meshell Ndegeocello
Meshell Ndegeocello (* 29. srpna 1968 Berlín, Německo jako Michelle Lynn Johnson) je americká zpěvačka, hudebnice (baskytaristka), hudební skladatelka a rapperka. Ačkoliv se narodila v Německu, převážnou část svého života pobývá ve Washingtonu, D.C., kde studovala na Duke Ellington School of the Arts a Oxon Hill High School. Několikrát byla nominována na cenu Grammy. Její písně byly použity v řadě filmů, mezi které patří například Batman a Robin (1997) či Dům u jezera (2006).
Rovněž se věnuje produkci alb jiných interpretů. Takto se podílela například na albech Nebula zpěvačky Laïky Fatien (2011), Time zpěváka Anthonyho Josepha (2013), Promise of a Brand New Day zpěvačky Ruthie Foster (2014) a Nihil Novi jazzového hudebníka Marcuse Stricklanda (2016).

## Osobní život

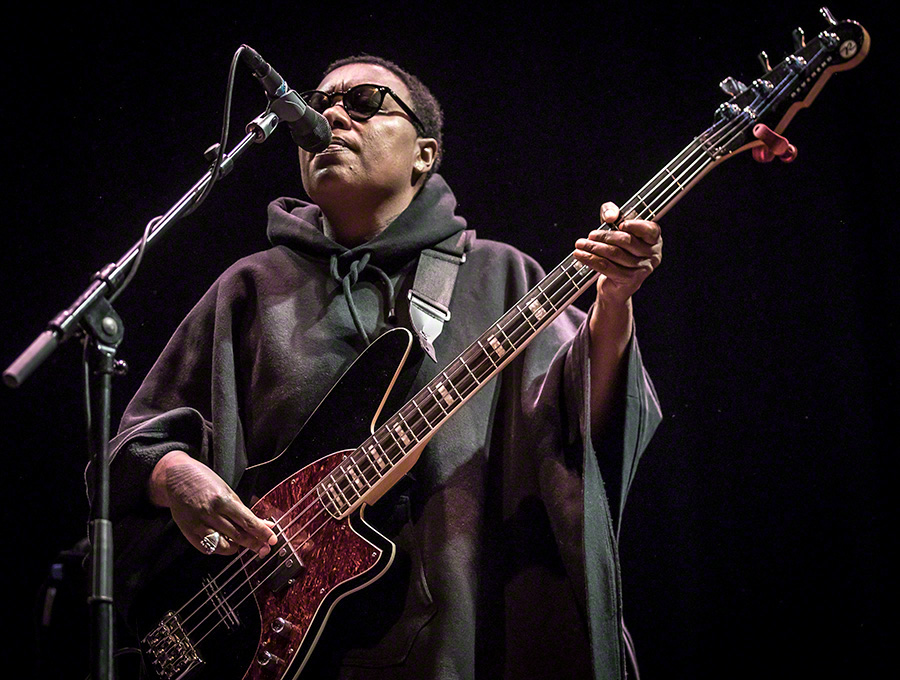
Ndegeocello (Oslo, 2016)

Meshell trpí fotosenzitivní epilepsií, takže fotografování s bleskem při živých vystoupeních by jí mohlo přivodit záchvaty. Je bisexuální a v minulosti byla v partnerském vztahu s feministickou autorkou Rebeccou Walker.

## Diskografie
Studiová alba
- Plantation Lullabies (1993)
- Peace Beyond Passion (1996)
- Bitter (1999)
- Cookie: The Anthropological Mixtape (2002)
- Comfort Woman (2003)
- The Spirit Music Jamia: Dance of the Infidel (2005)
- The Article 3 (2006)
- The World Has Made Me the Man of My Dreams (2007)
- Devil's Halo (2009)
- Weather (2011)
- Pour une Âme Souveraine: A Dedication to Nina Simone (2012)
- Comet, Come to Me (2014)
- Ventriloquism (2018)